# Joan Baptista Anyés

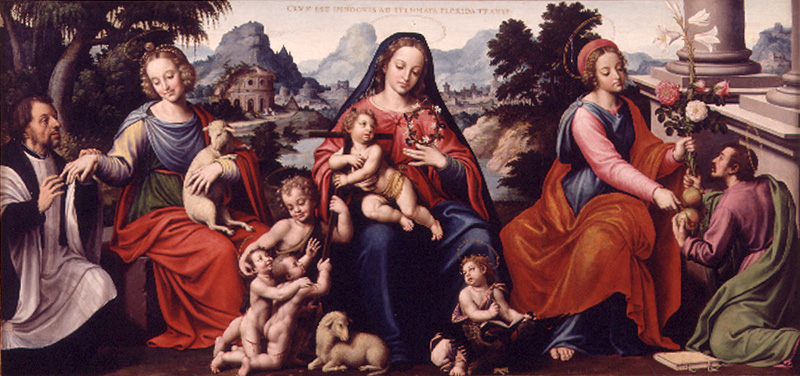
Noces místiques del venerable Agnesi, de Joan de Joanes, (Museu de Belles Arts de València). Hi apareix Anyés a l'extrem esquerre.

Joan Baptista Anyés fou un sacerdot, teòleg i escriptor humanista valencià nascut el 1480 i mort el 1553. D'origen genovés el seu cognom era Agnese, però es naturalitzà amb la forma d'Anyés, encara que també hi apareix com Agnes i llatinitzat com Agnesius.
Estudià arts i teologia a la Universitat de València, i fou ordenat sacerdot. Va estar vinculat a la noblesa del país, sobretot a la casa del comte d'Oliva, fou preceptor del nebot i hereu de Serafí de Centelles, Francesc Gilabert de Centelles. Dins d'aquest cercle selecte també va gaudir de l’amistat dels ducs de Gandia, del Ferran d'Aragó, duc de Calàbria i de la seva segona esposa, la Mencía de Mendoza, a la qual va dedicar els llibres 2 i 3 de les seves Panthalia. També tenia amistat amb el pintor Joan de Joanes, que també freqüentava aquests ambients. Joanes el va el va immortalitzar, ja que serien encàrrecs d'Anyés, en la taula de Les Noces místiques de Santa Agnès amb el venerable Agnesi conservat en el Museu de Belles Arts de València i en El baptisme de Crist, conservat a la Catedral de València.
Prevere beneficiat de la seu de València, lloà la causa nobiliària contra els agermanats i predicà als vassalls moriscos de la Vall de Cofrents i Aiora, fou un llatinista admirable i predicador famós. Va morir a l’agost de 1553 a València, a la casa que li havia cedit el seu protector, el Comte d’Oliva, a la vora del monestir d’agustines de Sant Julià, on fou soterrat.

## Obra
Anyés va escriure en català i en llatí. En llatí escrigué teatre i poesia, amb una gran varietat mètrica. De la seua producció destaquen les èglogues i elegies, dedicades a diferents personalitats de la noblesa valenciana. Una d'aquestes fou la seva Egloga in natiuitate Christi Excellentissimo Principi Domino Ferdinandi Calabriae serenissimaeque augustae Aragonum Germanae dicta, una ègloga molt virgiliana, de 213 versos, que deu ser semblant a l’obra de Sannazaro, De partu Virginis. Aquesta obra fou representada davant del Duc de Calàbria el Nadal de 1527 i editada amb notes i dos poemes al Duc i a la seva deixebla Jerònia Exarch. També un Colloquium romani Paschini et ualentini Gonnarii, igualment de l’any 1527, i que es publicà a València en les premses de J. Baldoví i J. Mey el 1543.
Anyés també destaca per haver escrit un bon nombre de vides de sants i epístoles llatines com per exemple la "Vida de sant Julià i santa Basilissa, verge" de 1530 i "Vida i martiri de sant Abdon i sant Senén". L'obra citada és considerada dins d'un estil ampul·lós i cultista proper a l'estil corellià. L’Apologia conté una apologia de cavallers valencians i una segona apologia dedicada al marqués de Cenete. Com a antierasmista va escriure Apologeticon panegyricon en 1550, on defensa sant Jeroni enfront de les acusacions d'Erasme.